# Казарма 150 км
Казарма 150 км — упразднённый в 2016 году посёлок в Купинском районе Новосибирской области России. Входил в состав Ленинского сельсовета.

## География
Площадь посёлка — 2 гектара.

## Население
| 2002 | 2007 | 2010 |
| ---- | ---- | ---- |
| 23   | ↘7   | ↗10  |

## Инфраструктура
В посёлке по данным на 2007 год отсутствует социальная инфраструктура.